# Kūh-e Jahānbīn
Kūh-e Jahānbīn (persiska: كوه جهانبين) är ett berg i Iran.   Det ligger i provinsen Chahar Mahal och Bakhtiari, i den centrala delen av landet, 400 km söder om huvudstaden Teheran. Toppen på Kūh-e Jahānbīn är 3 062 meter över havet, eller 211 meter över den omgivande terrängen. Bredden vid basen är 2,3 km.
Terrängen runt Kūh-e Jahānbīn är huvudsakligen kuperad, men åt nordväst är den bergig. Runt Kūh-e Jahānbīn är det ganska tätbefolkat, med 62 invånare per kvadratkilometer. Närmaste större samhälle är Hafshejān, 8,8 km norr om Kūh-e Jahānbīn. Trakten runt Kūh-e Jahānbīn består i huvudsak av gräsmarker.